# Wolfgang Brenscheidt
Wolfgang Brenscheidt (* 30. Januar 1964) ist ein deutscher Basketballfunktionär und ehemaliger -spieler. Er spielte für den SSV Hagen in der Basketball-Bundesliga. Seit 2008 ist Brenscheidt Generalsekretär des Deutschen Basketball Bundes.

## Laufbahn

### Spieler
Brenscheidt wurde mit dem SSV Hagen mehrfach deutscher Jugendmeister, 1981 gewann er mit der bundesdeutschen Nationalmannschaft die Bronzemedaille bei der Kadetten-Europameisterschaft in Griechenland. Von 1984 bis 1987 zählte er zum Bundesliga-Aufgebot von SSV Hagen und spielte danach für die BG Hagen in der 2. Basketball-Bundesliga.

### Funktionär
1991 wurde er beim Deutschen Basketball Bund (DBB) tätig, arbeitete zunächst als Referent für Breiten- und Freizeitsport, 1994 übernahm er das Amt des DBB-Sportdirektors, 2008 wurde er Generalsekretär des Verbandes.
In zusätzlichen Funktionärstätigkeiten wurde Brenscheidt beim Deutschen Olympischen Sportbundes (DOSB) Sprecher der Spielsportverbände und fand Aufnahme in den Mitgliederrat des Basketball-Weltverbandes FIBA sowie in das Wettbewerbsgremium des europäischen Basketball-Verbandes. 2019 wurde er in das Vorstandsgremium des europäischen Basketball-Verbandes gewählt.